# Tính từ
Trong ngữ pháp, tính từ, riêng trong tiếng Việt cũng gọi là phụ danh từ là từ mà vai trò cú pháp chính của nó dùng để xác định một danh từ hoặc đại từ, đưa thêm thông tin về referent của danh từ hoặc đại từ (referent là đối tượng hoặc ý tưởng mà từ hay đoạn văn hướng đến). Đồng thời các tính từ tạo thành một trong tám bộ phận lời nói trong tiếng Anh truyền thống, mặc dù các nhà ngôn ngữ học ngày nay tách biệt các tính từ với các từ như từ hạn định (tiếng Anh: determiner - một từ, ví dụ như từ chỉ số đếm, mạo từ, tính từ sở hữu,... xác định/giới hạn nghĩa của một đoạn danh từ, ví dụ từ của trong "con mèo của tôi"). Từ hạn định cũng từng được coi là tính từ.
Không phải tất cả các ngôn ngữ có tính từ nhưng phần lớn ngôn ngữ đều có, bao gồm tiếng Anh. Các tính từ tiếng Anh gồm có big (to), old (cũ), và tired (mệt),... Những ngôn ngữ không có tính từ, một cách điển hình, sử dụng các từ của các bộ phận khác trong câu, thường là động từ để phục vụ chức năng cú pháp; ví dụ một ngôn ngữ có thể có một động từ có nghĩa là "to be big", và sẽ sử dụng cấu trúc tương tự "big-being house" để biểu thị "big house" trong tiếng Anh. Ngay cả trong các ngôn ngữ có tính từ thì tính từ của ngôn ngữ này có thể không là tính từ của một ngôn ngữ khác; ví dụ trong khi tiếng Anh sử dụng "to be hungry" (hungry là một tính từ) thì tiếng Pháp sử dụng "avoir faim" (nghĩa theo từng chữ = "to have hunger", hunger là một danh từ), tiếng Hebrew sử dụng tính từ "זקוק" (zaqūq, đại loại nghĩa là "in need of") thì tiếng Anh sử dụng động từ "to need".
Trong hầu hết các ngôn ngữ có tính từ, chúng tạo thành một lớp từ mở: nghĩa là, các tính từ mới được tạo thành thông qua quá trình cấu tạo từ tương đối phổ biến.

## Từ hạn định
Các nhà ngôn ngữ học ngày nay tách biệt các từ hạn định và tính từ, coi chúng là hai bộ phận riêng biệt của câu (hay các thể loại từ vựng), nhưng theo truyền thống, các từ hạn định đã được xem là các tính từ trong một số cách dùng. (Trong các từ điển tiếng Anh, một cách điển hình, các từ hạn định vẫn chưa được đối xử như chính địa vị là một phần trong câu, các từ hạn định thường bị liệt vào vừa là tính từ vừa là đại từ). Các từ hạn định là những từ biểu thị sự viện dẫn của một danh từ trong ngữ cảnh, nói chung chỉ sự xác định (như trong các từ tiếng Anh a và the), số lượng (như trong các từ tiếng Anh one (một) và some (một vài) và many (nhiều)), hay tính chất khác tương tự như thế.

## Các loại tính từ
Nhìn chung tùy vào cách sử dụng phổ biến có thể chia tính từ thành bốn loại sau:
- Tính từ thuộc tính là một phần của danh ngữ có danh từ mà nó xác định; ví dụ, happy là một tính từ thuộc tính trong "happy people". Trong một số ngôn ngữ, tính từ thuộc tính đứng trước danh từ của nó; trong ngôn ngữ khác, nó theo sau danh từ của nó; trong những ngôn ngữ khác nữa nó phụ thuộc vào tính từ hay mối quan hệ nghiêm ngặt của tính từ đối với danh từ. Trong tiếng Anh, tính từ thuộc tính thường đứng trước danh từ của nó trong các ngữ đơn giản, nhưng nhiều khi nó theo sau danh từ củatính từ chỉ hình  dángnó nếu như tính từ bị biến đổi/biến chất bởi một ngữ có vai trò như là một trạng từ. Ví dụ: "I saw three happy kids", và "I saw three kids happy enough to jump up and down with glee." Xem thêm Tính từ post-positive.
- Tính từ vị ngữ được liên kết với danh từ/đại từ mà nó xác định thông qua một copula hay các cơ chế liên kết khác; ví dụ, happy là một tính từ vị ngữ trong "they are happy" và trong "that made me happy." (Xem thêm: Vị ngữ (tính từ hoặc danh từ), Bổ ngữ chủ từ.)
- Tính từ độc lập không thuộc một cấu trúc lớn hơn nào (tách biệt với tính ngữ lớn hơn), và một cách điển hình xác định vừa chủ ngữ của câu vừa bất cứ danh từ/đại từ nào sát nó; ví dụ, happy là một tính từ độc lập trong "The boy, happy with his lollipop, did not look where he was going."
- Danh tính từ đóng vai trò gần như danh từ. Một trường hợp mà điều này có thể xảy ra đó là khi một danh từ bị lược bỏ và một tính từ thuộc tính còn lại đằng sau. Trong câu, "I read two books to them; he preferred the sad book, but she preferred the happy", happy là một danh tính từ, dạng rút ngắn cho "happy one" hay "happy book". Trường hợp khác mà điều này có thể xảy ra đó là trong các ngữ như "out with the old, in with the new", trong đó "the old" nghĩa là, "that which is old" hay "all that is old", và tương tự với "the new". Trong các trường hợp như vậy, các chức năng tính từ vừa như là một danh từ không đếm được (như ở ví dụ trước) hay một danh từ đếm được số nhiều, như trong "The meek shall inherit the Earth", trong đó "the meek" có nghĩa là "those who are meek" hay "all who are meek".

## Tính ngữ
Một tính từ đóng vai trò như thành phần chính của một tính ngữ. Trong trường hợp đơn giản nhất, một tính ngữ chỉ bao gồm một tính từ; các tính ngữ phức tạp hơn có thể gồm một hoặc nhiều trạng từ xác định tính từ ("very strong"), hay một hoặc nhiều bổ ngữ (như "worth several dollars", "full of toys", hoặc "eager to please"). Trong tiếng Anh, nếu tính ngữ thuộc tính bao gồm các bổ ngữ thì thường theo sau chủ từ của chúng ("an evildoer devoid of redeeming qualities").

## Các biến tố danh từ khác
Trong nhiều ngôn ngữ, bao gồm cả tiếng Anh, danh từ có thể xác định danh từ. Không như tính từ, danh từ đóng vai trò như là biến tố (được gọi là danh từ thuộc tính hay định danh ngữ) không là vị ngữ; a beautiful park thì đẹp (beautiful), nhưng a car park không phải là "car"(xe hơi). Trong tiếng Anh, biến tố thường chỉ nguồn gốc ("Virginia reel"), chức năng ("work clothes"), hoặc ngữ nghĩa patient ("man eater"). Tuy nhiên, về đại thể nó có thể chỉ gần như bất kì quan hệ ngữ nghĩa nào. Việc tính từ được phái sinh từ danh từ cũng phổ biến, như trong tiếng Anh boyish, birdlike, behavioral, famous, manly, angelic, vân vân.
Nhiều ngôn ngữ có các dạng động từ đặc biệt gọi là danh động từ có thể đóng vai trò như một biến danh tố. Trong một số ngôn ngữ, bao gồm tiếng Anh, xu hướng mạnh là các danh động từ có liên quan đến tính từ. Các ví dụ tiếng Anh cho điều này gồm có relieved (quá khứ phân từ của động từ relieve, được sử dụng như một tính từ trong câu (ví dụ "I am so relieved to see you"), spoken (như trong "the spoken word"), và going (hiện tại phân từ của động từ go, được sử dụng như một tính từ trong câu như "Ten dollars per hour is the going rate").
Các cấu trúc khác xác định danh từ nói chung gồm cụm giới từ (ví dụ trong tiếng Anh "a rebel without a cause"), mệnh đề quan hệ (ví dụ trong tiếng Anh "the man who wasn't there"), mệnh đề tính từ khác (ví dụ trong tiếng Anh "the bookstore where he worked"), và ngữ nguyên thể (ví dụ trong tiếng Anh "cake to die for").
Trong quan hệ, nhiều danh từ lấy các bổ ngữ như các mệnh đề nội dung (ví dụ trong tiếng Anh "the idea that I would do that"); tuy nhiên những từ này không được coi là các biến tố thông dụng.

## Trật tự tính từ
Trong nhiều ngôn ngữ, các tính từ thuộc tính thường xuất hiện trong một trật tự xác định. Nói chung, trật tự tính từ trong tiếng Anh là:
1. mạo từ hoặc các đại từ được sử dụng như tính từ
2. từ tăng cường
3. số lượng
4. kích thước
5. tuổi
6. màu sắc
7. tính động từ
8. tính từ riêng
9. danh từ được sử dụng như tính từ
10. danh từ chính

Như vậy, trong tiếng Anh, các tính từ thuộc về kích thước đứng trước các tính từ thuộc về tuổi ("little old", chứ không phải là "old little") và đến lượt mình nói chung đứng trước các tính từ thuộc về màu sắc ("old white", chứ không phải là "white old"). Vì thế, chúng ta sẽ nói "A nice (opinion) little (size) old (age) white (color) brick (material) house". Tuy nhiên, một số người bản địa sẽ nói, chẳng hạn như "a big, ugly desk" (size, opinion) thay cho "an ugly, big desk" (opinion, size).
Trật tự này có thể nghiêm ngặt hơn trong một số ngôn ngữ; ví dụ tiếng Tây Ban Nha chỉ có duy nhất một trật tự từ mặc định là (unmarked), đối với các ngôn ngữ khác thì các trật tự từ đều được phép.

## Tính từ trong phép so sánh
Trong nhiều ngôn ngữ, các tính từ có thể được so sánh. Trong tiếng Anh, ví dụ, chúng ta có thể nói một chiếc xe hơi là to (big), to hơn (bigger) xe khác, hay to nhất biggest trong tất cả các xe. Tuy nhiên không phải tất cả các tính từ cho vay mượn mình để so sánh; ví dụ, tính từ tiếng Anh extinct (đã tắt, lạc hậu, đã chết, đã diệt vong) không được xem là có thể so sánh được, việc miêu tả cái này "more extinct" hơn cái kia là vô nghĩa. Tuy nhiên ngay cả các tính từ không thể so sánh được nhất vẫn thỉnh thoảng được so sánh; ví dụ một người có thể nói một ngôn ngữ chưa được biết tới là "more extinct" hơn một ngôn ngữ đã được sử dụng/tài liệu hóa rộng rãi với việc phục vụ học thuật nhưng không có người nói. Đây không phải là phép so sánh về cấp độ cường độ của tính từ, mà là cấp độ mà đối tượng phù hợp với định nghĩa của tính từ.
Các tính từ có thể so sánh được còn được gọi là các tính từ "có thể phân cấp được" (gradable), bởi vì chúng có xu hướng cho phép các trạng từ cấp độ như very (rất), rather (khá), v.v.
Trong số các ngôn ngữ cho phép các tính từ có thể được so sánh theo cách này, các hướng tiếp cận khác được sử dụng. Thật vậy, ngay cả trong tiếng Anh, hai hướng tiếp cận khác được dùng là: hậu tố -er và -est, và các từ more,most. (Trong tiếng Anh, xu thế chung là đối với những tính từ ngắn hơn và các tính từ gốc tiếng Anglo-Saxon sẽ dùng -er và -est, còn đối với các tính từ dài và tính từ gốc tiếng Pháp, tiếng Latin, tiếng Hy Lạp, và các ngôn ngữ khác sẽ dùng more và most.) Nhờ cả hai cách tiếp cận này nên tính từ tiếng Anh có các dạng: nguyên thể (big), so sánh hơn (bigger), và so sánh hơn nhất (biggest). Tuy nhiên nhiều ngôn ngữ khác không phân biệt rõ các dạng so sánh hơn và so sánh nhất.

## Sự hạn định
Các tính từ thuộc tính, và các biến danh tố khác, có thể được sử dụng hạn định (giúp xác định referent của danh từ, từ đây "giới hạn" reference của nó), hoặc không hạn định (giúp miêu tả một danh từ đã được xác định). Trong một số ngôn ngữ, như tiếng Tây Ban Nha, sự hạn định được đánh dấu thống nhất; ví dụ, la tarea difícil tiếng Tây Ban Nha nghĩa là "nhiệm vụ khó khăn" trong nghĩa "the task that is difficult" (hạn định), trong khi đó la difícil tarea có nghĩa là "the difficult task" trong nghĩa "the task, which is difficult" (không hạn định). Trong tiếng Anh, sự hạn định không được đánh dấu lên tính từ mà lên mệnh đề quan hệ (sự khác nhau giữa "the man who recognized me was there" và "the man, who recognized me, was there" là một trong các hạn định).